# Bóta Kinga
Bóta Kinga (Budapest, 1977. augusztus 22. –) olimpiai ezüstérmes, tizenegyszeres világbajnok, hétszeres Európa-bajnok magyar kajakozó.

## Pályafutása
Bóta Kinga 1987-ben kezdett el kajakozni az FTC-ben. Élete első felnőtt versenyén, a Plovdivban rendezett Európa-bajnokságon K1 1000 méteren bronzérmet szerzett. A 2004-es athéni olimpián K4 500 méteren szerzett ezüstérmet. Sportpályafutását 2006-ban fejezte be.

## Pályafutása után
2006-ban a Testnevelési Főiskolán, majd később, 2009-ben a Zsigmond Király Főiskolán szerzett diplomát üzleti kommunikáció szakon. 2013 óta úszást oktat gyermekeknek, valamint a Budapesti Olimpia Mozgalom főtitkáraként tevékenykedik.